# Ceromacra cocala
Ceromacra cocala är en fjärilsart som beskrevs av Stoll 1780. Ceromacra cocala ingår i släktet Ceromacra och familjen nattflyn. Inga underarter finns listade i Catalogue of Life.

## Bildgalleri

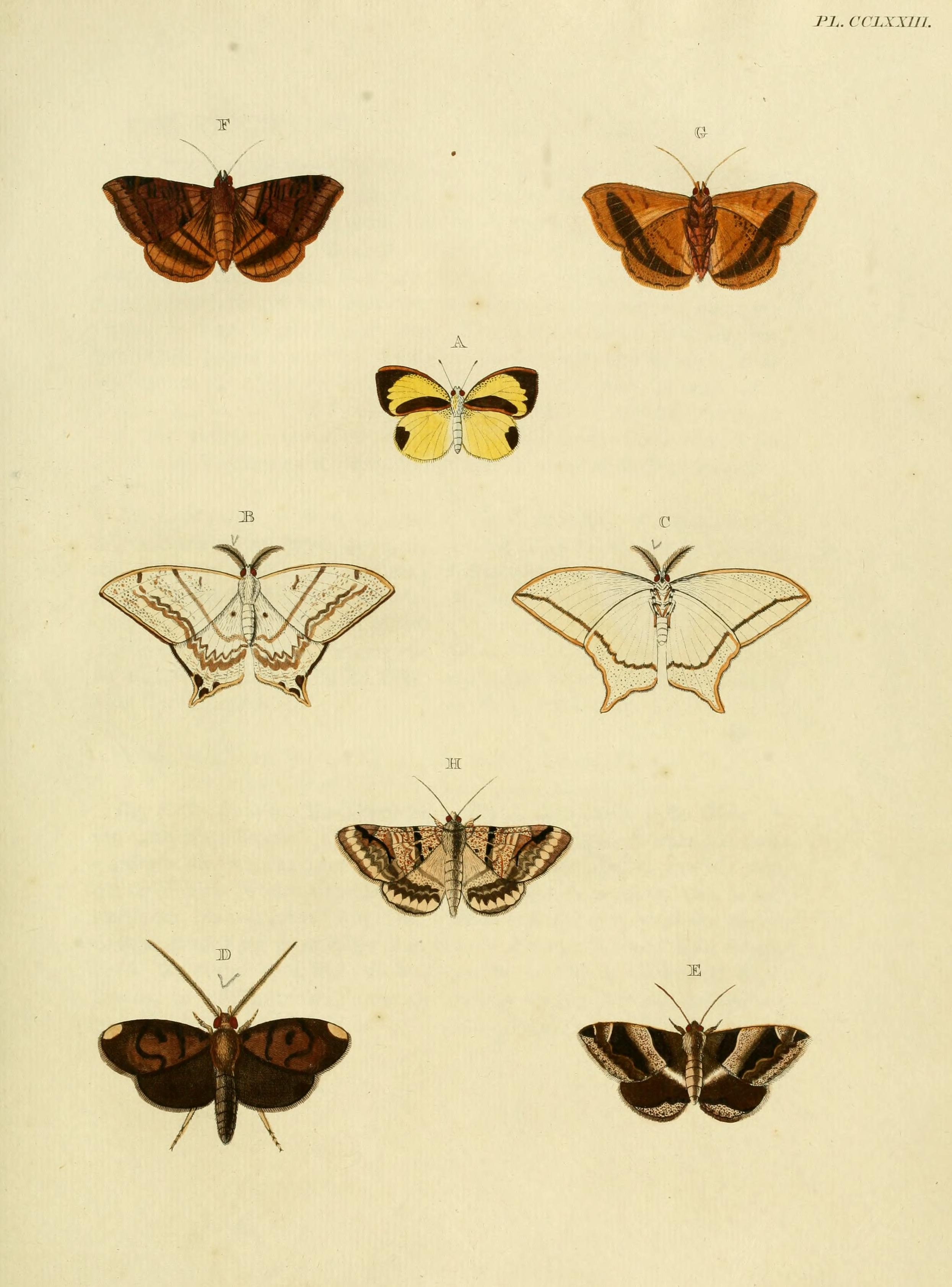